# Kohlrabi
Der Kohlrabi (Brassica oleracea var. gongylodes L.), auch Oberkohlrabi, Oberrübe, Kohlrübe (Wien), Rübkohl (Schweiz), Stängelrübe und Luftkohlrabi ist eine Gemüsepflanze. Er ist eine der vielen Zuchtformen des Gemüsekohls. Genutzt wird hier die verdickte, oberirdische Sprossachse (Sprossknolle).

## Etymologie
Der Name leitet sich von den lateinischen Wörtern „caulis“ (Kohl) und „rapum“ (Rübe/Wurzelknollen) ab, bedeutet somit Kohlrübe. Oberrübe daher, da sie im Gegensatz zu anderen Rüben über der Erde wächst (vgl. Unterkohlrabi).

## Merkmale

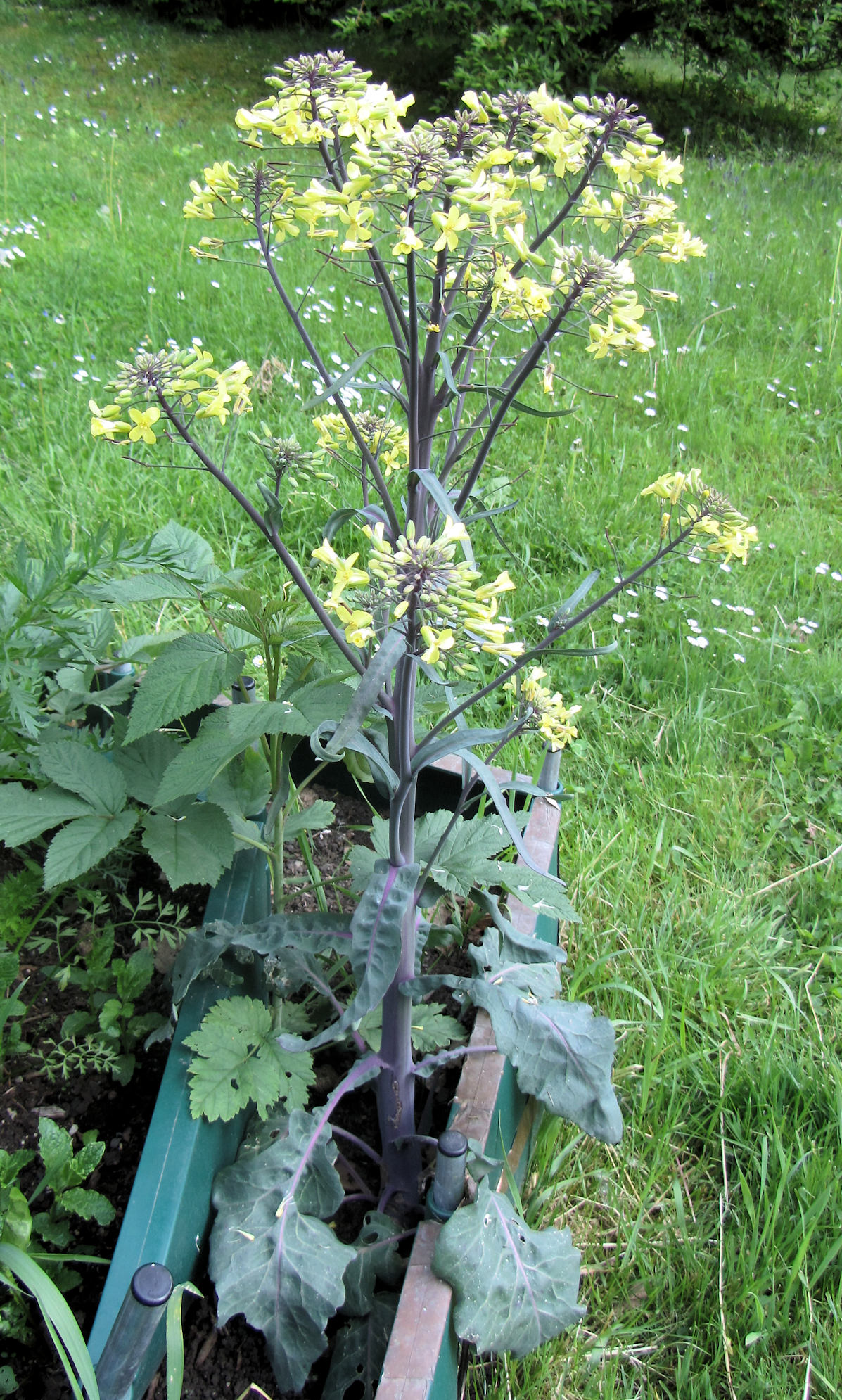
Blütenbildung im zweiten Jahr

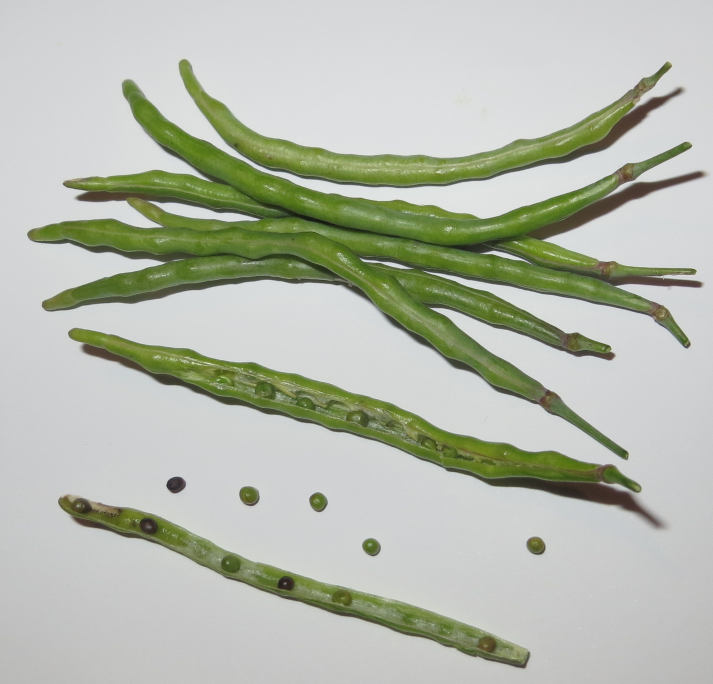
Samen

Kohlrabi ist eine zweijährige Pflanze, wobei im ersten Jahr die Sprossknolle gebildet wird und im zweiten Jahr der Stängel mit einem verzweigten Blütenstand entsteht, aus dem sich Schoten bilden, die die Samen enthalten. Reife Samen zeigen schwarze volle Körner und lassen sich auf festem Untergrund nicht zerdrücken.
Die Knolle ist der gestauchte, verdickte Hauptspross der Pflanze. Er entsteht über dem zweiten oder dritten Laubblatt durch primäres Dickenwachstum der Sprossachse. Die Form der Knolle kann kugelig, plattrund oder oval sein, die Farbe der Schale weißlich, weißgrün bis kräftig grün, rötlich oder violett. Der Durchmesser ist je nach Sorte zwischen 5 und 20 cm, oder noch mehr. Das Gewicht liegt je nach Sorte und Verwendung zwischen 100 g und über 8 kg pro Knolle. Einzelwerte können noch wesentlich darüber liegen.
Die Blätter sind lang gestielt, dunkelgrün, länglich eirund und mehr oder weniger stark gezähnt. Sie sind mit einer bläulich-weißen Wachsschicht überzogen. Die Pflanzen bilden eine Pfahlwurzel.
Die Blütenbildung kann bereits im Zweiblattstadium durch längere Kältereize ausgelöst werden (Vernalisation); ebenso führen hohe Temperaturen zu einer Devernalisation.

## Inhaltsstoffe
100 g Frischsubstanz des essbaren Anteils der Knolle enthalten im Mittel 91,6 g Wasser, 1,9 g Protein, 0,1 g Fett, 3,8 g Kohlenhydrate und 1,4 g Ballaststoffe. An Mineralstoffen sind Kalium (380 mg), Calcium (70 mg), Phosphor (50 mg), Magnesium (45 mg) und Eisen (0,9 mg) zu nennen. An Vitaminen sind Vitamin C (65 mg), Vitamin A (Carotin, 0,2 mg), Vitamin B1 (0,05 mg), Vitamin B2 (0,05 mg) und Niacin (1,8 mg) vorhanden. Der physiologische Brennwert beträgt 103 kJ/100 g (24 kcal/100 g).
Der Geschmack des Kohlrabi beruht auf dem Gehalt an Zucker, Fruchtsäuren und Senfölglykosiden. Bei den Fruchtsäuren dominieren Äpfelsäure und Citronensäure deutlich.
Kohlrabiblätter haben gegenüber der Knolle einen rund doppelt so hohen Gehalt an Vitamin C, der Gehalt an Carotin beträgt das 100-fache, der an Calcium und Eisen das 10-fache.

## Sorten

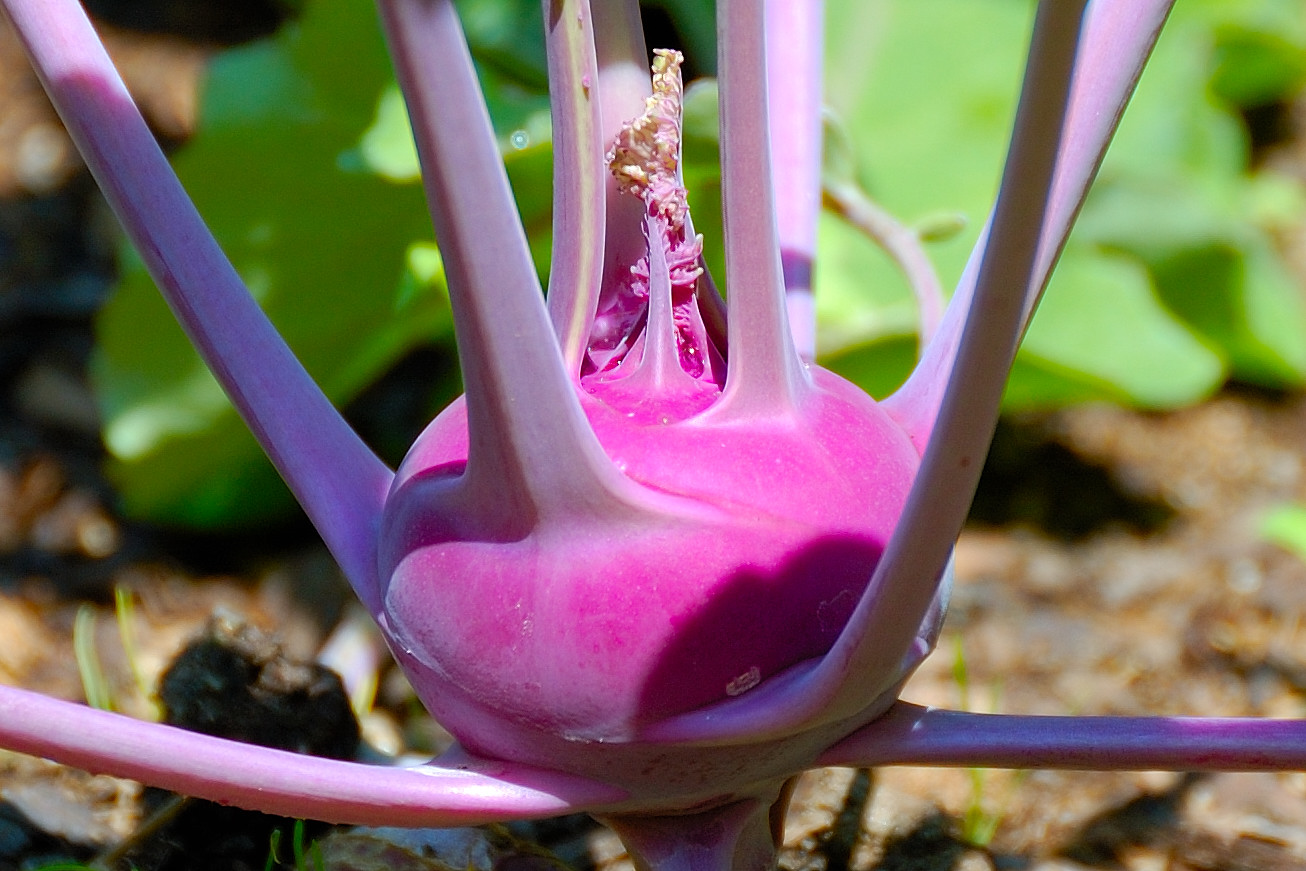
„Blauer“ Kohlrabi

Es gibt etliche Sorten, in Deutschland 30 weiße und 14 blaue Kohlrabi-Sorten. Es setzen sich vermehrt CMS-Sorten (F1-Hybride) durch. Wichtige Eigenschaften sind: Ertrag, geringe Neigung der Knollen zum Verholzen und Platzen, Schnellwüchsigkeit und geringe Neigung zum Schossen. Die Sorten, die die größten Knollen liefern, sind Gigant und Superschmelz. Die Sorten unterscheiden sich nach Farbe (weiß und blau) und der Anbauzeit, weiße Kohlrabisorten benötigen eine geringere Kulturzeit als blaue Sorten. Bei zu geringem Pflanzabstand bildet Kohlrabi, hauptsächlich aufgrund von Lichtmangel, zylindrische Knollenformen aus.

## Anbau
In der EU gibt es zwei Güteklassen:
- Kohlrabi der Klasse I müssen gut geformt, ohne Risse und ohne Schalenfehler sein. Die Wurzel ist dicht an der Knolle abgeschnitten, bei Kohlrabi ohne Laub sind auch die Blätter dicht an der Knolle abgeschnitten. Der Mindestdurchmesser (nach dem größten Querdurchmesser) beträgt für Treibkohlrabi mit Laub 30 mm, für Freilandkohlrabi mit Laub 40 mm, für Kohlrabi ohne Laub 50 mm. Darüber hinaus gibt es Sortierungen: mit Laub 40–55 mm, 55–70 mm und über 70 mm; ohne Laub 50–70 mm und über 70 mm.
- Für die Klasse II sind leichte Fehler der Form und der Farbe zulässig, ebenso leichte Risse und Beschädigungen. Größensortierung ist nicht vorgeschrieben. Der Mindestdurchmesser beträgt für Kohlrabi mit Laub 30 mm, ohne Laub 40 mm.

### Freiland

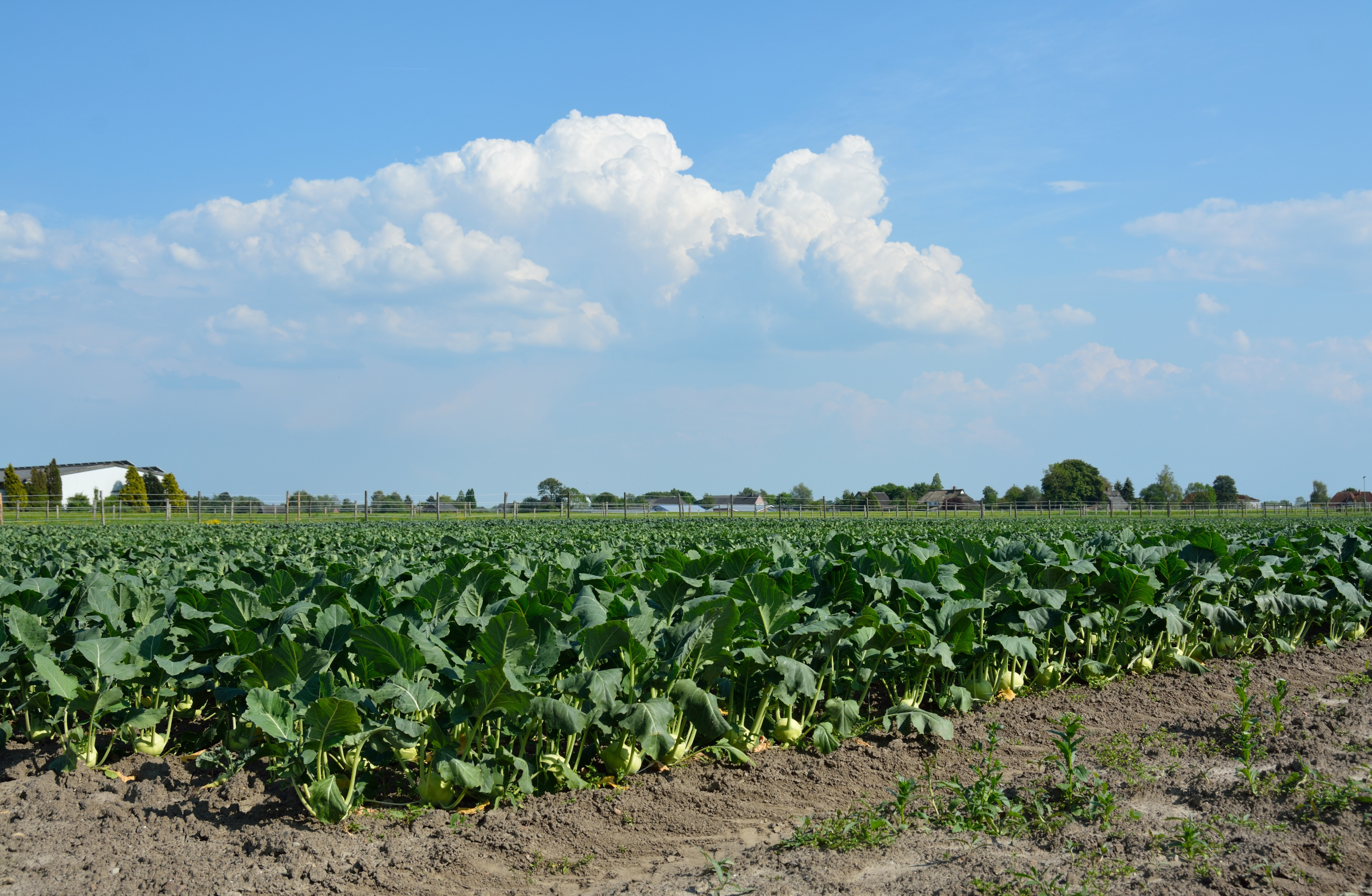
Kohlrabifeld bei Glückstadt

Bezüglich des Bodens ist Kohlrabi empfindlich gegen größere Schwankungen der Bodenfeuchte, dies führt zu einem Aufplatzen der Knollen. Klimatisch hat Kohlrabi eine breite Amplitude und wächst in Mittel- und Westeuropa gut. Im Sommer und Herbst reichen niedrige Temperaturen aus, im Jugendstadium braucht er allerdings Wärme.
In der Fruchtfolge sind längere Anbaupausen zu anderen Kreuzblütlern anzustreben. Kurze Fruchtfolgen erhöhen die Gefahr von bodenübertragenen Krankheiten, besonders der Kohlhernie. Andere Ansprüche bezüglich der Vorfrucht stellt Kohlrabi nicht. Ebenso sind als Nachfrucht alle Gemüsearten geeignet. Kohlrabi stellt keine besonderen Anforderungen an die Stickstoff-Versorgung; überhöhte Stickstoff-Düngung kann leicht zu erhöhten Nitrat-Gehalten in der Knolle führen.
Beim Kohlrabi gibt es in Mitteleuropa Früh-, Sommer- und Herbstproduktion im Freiland, die für den Frischmarkt und die Verarbeitungsindustrie produzieren. Kohlrabi hat eine kurze Entwicklungszeit und wird daher häufig als Vor-, Zwischen- oder Nachfrucht angebaut. Mitteleuropäischer Anbau kann den Markt zwischen Mai und November mit Frischware versorgen. Der Anbau für den Frischmarkt erfolgt dabei überwiegend in gärtnerischen Gemüsebaubetrieben, der Anbau für die industrielle Verarbeitung hingegen zumeist in landwirtschaftlichen Betrieben (Feldgemüsebau).
Weit verbreitet ist die Anzucht von Jungpflanzen und die anschließende Pflanzung im Feld. Die Bestandsdichten variieren zwischen 16 und 17 Stück pro m² im Frühjahrsanbau und 8 bis 10 Stück pro m² bei den späteren Sorten. Im Frühjahr werden die Pflanzen zur Verfrühung teilweise einfach oder doppelt mit Folien abgedeckt. Die Erträge liegen im Frühjahrsanbau bei 20 bis 30 Tonnen pro Hektar, im Sommer und Herbst bei 45 bis 70 Tonnen pro Hektar. Die Ernte erfolgt bei Frischware per Hand. Große Kohlrabi für die industrielle Verarbeitung können mit Kopfkohlerntemaschinen mit speziellem Kohlrabi-Schneidwerk geborgen werden.

### Gewächshaus

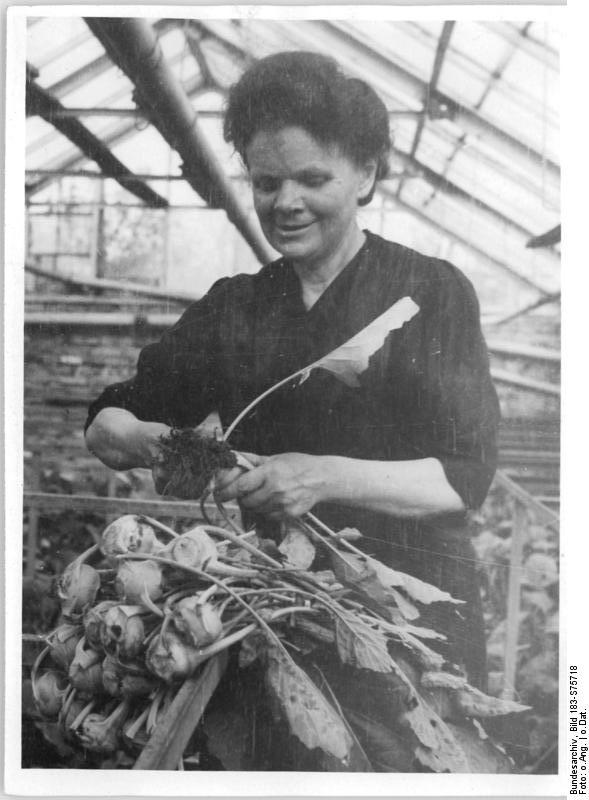
Kohlrabiernte im Gewächshaus 1947

Der Anbau von Kohlrabi im Gewächshaus ist besonders in den Niederlanden, in Deutschland, der Schweiz und Österreich verbreitet. Im Gewächshaus erfolgt die Kultur auch für Ernten im Winter. An Krankheiten sind lediglich bei schlechter Belüftung Falscher Mehltau und Schwarzbeinigkeit von Bedeutung. Geerntet wird Gewächshauskohlrabi mit Laub, das den Frischegrad anzeigt.

## Krankheiten und Schädlinge
Virenerkrankungen haben beim Kohlrabi keine wirtschaftliche Bedeutung, das Blumenkohlmosaikvirus kommt gelegentlich vor. Die Bakterien- und Pilzkrankheiten sind im Wesentlichen die gleichen wie bei Kopfkohl und Blumenkohl: besonders Kohlhernie und Falscher Mehltau. Vor allem bei Kohlrabi tritt der Pilz Cylindrosporium concentricum auf, der Blätter und Knolle befällt. Die Blätter fallen frühzeitig ab, das Gewebe wird graugrün, an der Knolle bilden sich schwarzgraue Flecken, später Kallusgewebe.
Unter den tierischen Schädlingen sind die gleichen wie bei Kopf- und Blumenkohl zu nennen. Bedeutsam im Freilandbau ist der Große Kohltriebrüssler (Ceutorhynchus napi). Die abgelegten Eier führen zum Aufplatzen der Knollen.

## Verwendung
Die jungen Knollen werden geschält und in Scheiben oder Stücke geschnitten gekocht oder gedünstet – als Beilage, Püree, in Eintöpfen und Suppen, für Füllungen und Aufläufe. Junge Blätter können wie anderes Blattgemüse verwendet werden. In Teilen Frankreichs werden die Knollen gehobelt und wie Sauerkraut konserviert. Auch als Rohkost ist Kohlrabi geeignet.

## Kulturgeschichte
Die Herkunft des Kohlrabi ist ungeklärt. Häufig genannte Gebiete der möglichen Domestikation sind der Mittelmeerraum und Mittelasien. Ebenso unklar ist der Zeitpunkt der Entstehung.
Sichere Belege gibt es erst aus Europa im 16. Jahrhundert. Aus dieser Zeit gibt es eindeutig identifizierbare Zeichnungen in Kräuterbüchern. Aus dem 18. Jahrhundert stammen erste Hinweise auf plattrunde Knollen. Im deutschsprachigen Raum wurde der Kohlrabi besonders im 19. Jahrhundert verbreitet. Er gilt vielfach als typisch deutsches Gemüse, sodass der deutsche Name in etliche andere Sprachen übernommen wurde, so etwa ins Englische, Russische, Koreanische und Japanische.
In der Fortsetzung des Allgemeinen teutschen Garten-Magazins von 1815 werden von den weißen Kohlrabisorten der kleine frühe (Wiener) Kohlrabi, der große Glaskohlrabi und der gemeine grüne Kohlrabi aufgezählt, von den blauen bzw. roten Sorten der frühe blaue Glaskohlrabi und der späte blaue Kohlrabi. Heute sind die in Deutschland bekanntesten Sorten Wiesmoor weißer Trieb, Wiener blauer Glas und Blauer Speck.

## Belege
- Georg Vogel: Handbuch des speziellen Gemüsebaues. Verlag Eugen Ulmer, Stuttgart 1996. ISBN 3-8001-5285-1, S. 304–323
- Ulrich Sachweh (Herausgeber): Der Gärtner, Band 3, Baumschule, Obstbau, Samenbau, Gemüsebau. 2. Auflage, Ulmer, Stuttgart 1986/1989, ISBN 3-8001-1148-9, S. 221